# إلين جيلكريست
إلين جيلكريست (بالإنجليزية: Ellen Gilchrist)‏ (20 فبراير 1935 في فيكسبيرغ - 30 يناير 2024) كاتِبة، وروائية، وشاعرة، وصحفية، وكاتبة قصص قصيرة من الولايات المتحدة.

## الجوائز
- جائزة الكتاب الوطني  [لغات أخرى]‏
- الجائزة الوطنية للكتاب عن فئة الخيال  [لغات أخرى]‏[8]

## روابط خارجية
- إلين جيلكريست على موقع إن إن دي بي (الإنجليزية)